# Stein (Limburg)
Stein (limburguès Stein) és un municipi de la província de Limburg, al sud-est dels Països Baixos. L'1 de gener del 2009 tenia 25.705 habitants repartits sobre una superfície de 22,78 km² (dels quals 1,57 km² corresponen a aigua). Limita a l'oest amb Maasmechelen, a l'est amb Sittard-Geleen i al sud amb Meerssen i Beek.

## Centres de població
| Neerlandès       | Limburguès   | Població |
| Stein            | Stein        | 11.290   |
| Elsloo           | Aelse        | 8.300    |
| Urmond           | Uermend      | 3.560    |
| Berg aan de Maas | Berg         | 2.080    |
| Meers            | Grwoat Meas  | 990      |
| Catsop           | Katsep       | 600      |
| Kleine Meers     | Kleine Meas  | 280      |
| Nattenhoven      | Nattenhaove  | 170      |
| Maasband         | De Maasbendj | 140      |
| (Font: CBS)      |              |          |

## Ajuntament
- Democratisch Onafhankelijken Stein 5 regidors
- CDA 5 regidors
- Communiceren Met Burgers 4 regidors
- PvdA 3 regidors
- Steins Politiek Verbond 3 regidors
- VVD 1 regidor